# 海岸通停留場
海岸通停留場（かいがんどおりていりゅうじょう、海岸通電停）は、広島県広島市南区宇品海岸二丁目にある広島電鉄宇品線の路面電車停留場である。駅番号はU16。

## 歴史
当停留場の開業は1935年（昭和10年）12月であるが、それ以前に宇品線はすでに開業しており、当地にはかつての終点である宇品停留場（うじなていりゅうじょう）が設けられていた。ここではこの停留場についても併せて扱う。
1912年（大正元年）に紙屋町停留場から御幸橋停留場までの区間が開業した宇品線は、1915年（大正4年）に宇品地区まで路線が延伸された。当時の軌道は御幸橋の東詰すぐのところで南下し、そのまま宇品地区の西堤防沿いに進んだあと堤防の南端近くで東に曲がり、海岸通りを東に進んで宇品桟橋（現在の広島市営桟橋）に至るという経路をとっていた。路線の終点である宇品停留場はこの桟橋前に置かれ、東には国鉄宇品線の宇品駅が立地していた。
西堤防沿いに御幸橋東詰から宇品までを結んでいた軌道は1935年（昭和10年）、東側に開通した新街路（宇品通り）上へ移設される。この新線は御幸橋から東に進んだ皆実町で南下し、宇品通りの上を進んだ後、今度は桟橋前で西に折れ、海岸通りを西に進んで西堤防の南端近くに至るという経路をとるようになった。この移設により宇品停留場は廃止され、代わって当停留場が開業した。停留場は宇品停留場と同様桟橋前に置かれ、当時は宇品桟橋前停留場（うじなさんばしまえていりゅうじょう）と称していた。その後1942年（昭和17年）に一度廃止されるが、戦後の1950年（昭和25年）に復活、このとき海岸通停留場と改称された。2002年（平成14年）には広島南道路の工事に伴い、北に0.1キロメートル移設されている。なお、この移設先には広島競輪開催時のみ営業を行う臨時の競輪場入口停留場（けいりんじょういりぐちていりゅうじょう）が1952年（昭和27年）頃から存在していたが、海岸通停留場の移設に伴い廃止された。

### 年表

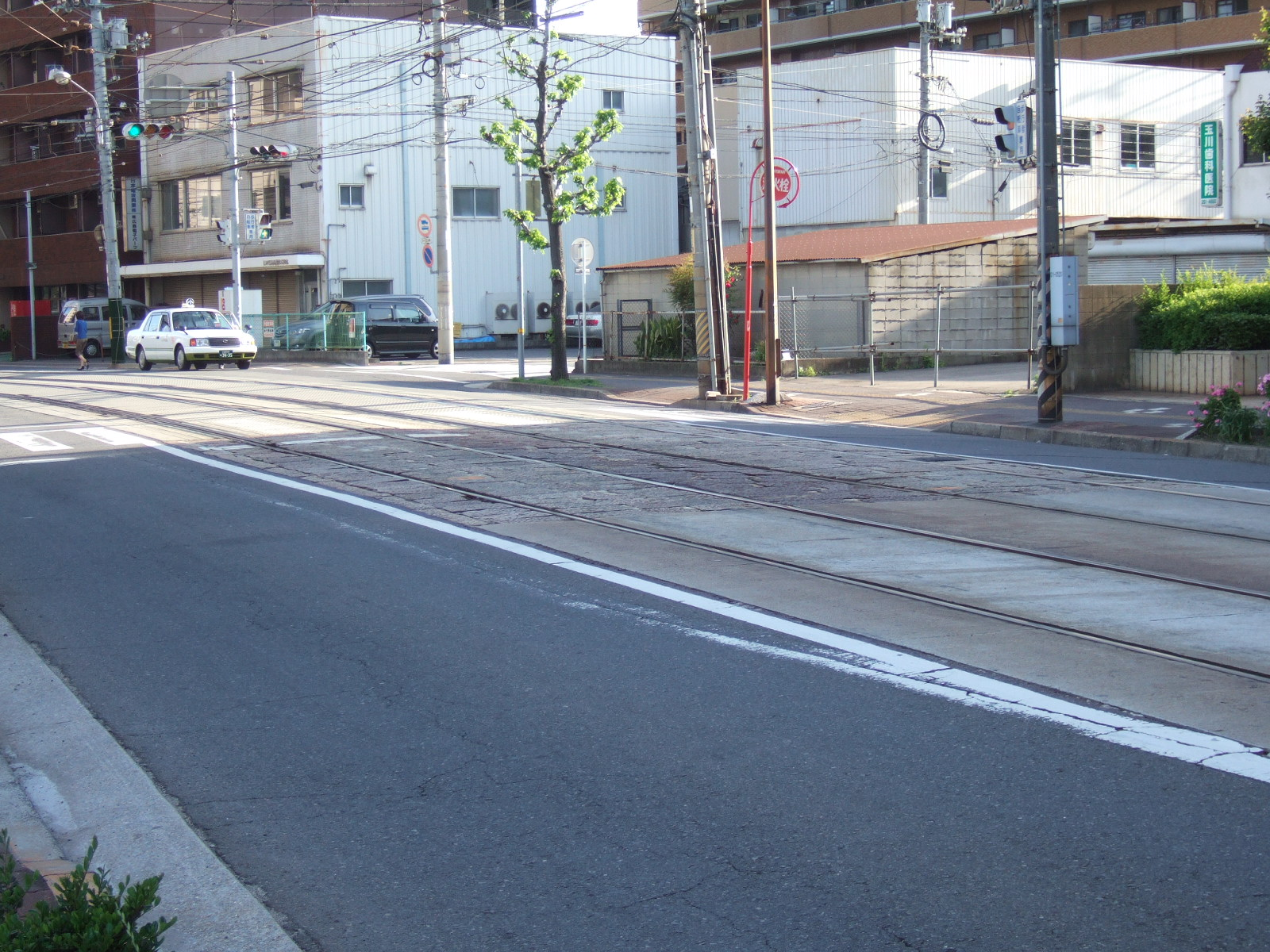
旧競輪場入口停留場広島港方面のりば。安全地帯はなく、白線のみで位置を示していた（2007年）

- 1915年（大正4年）4月3日：宇品線の御幸橋東詰 - 宇品間が開業、終点として宇品停留場が開設される[5]。
- 1935年（昭和10年）12月27日：御幸橋東詰 - 宇品間を新線に切り替え。宇品停留場に代わって宇品桟橋前停留場が置かれる[5]。
- 1942年（昭和17年）：いったん廃止[10]。
- 1950年（昭和25年）12月1日：海岸通停留場として復活[5]。
- 2002年（平成14年）8月31日：国道2号広島南道路・高速道路広島高速3号線の建設に伴い、宇品五丁目寄りに約100メートル移転[9]。広島競輪開催時のみ営業していた競輪場入口停留場はこのとき廃止される[9]。

## 停留場構造
宇品線はほぼすべての区間で軌道が道路上に敷かれた併用軌道であり、当停留場も道路上にホームが置かれている。ホームは低床式で2面あり、南北方向に伸びる2本の線路を挟み込むように向かい合って配置されている（相対式ホーム）。線路の東に広島港方面へ向かう下りホームが、西に広島駅・紙屋町方面へ向かう上りホームが位置しており、乗降客は南にある横断歩道を利用してホームに渡る。ホームには屋根がほぼ全長にわたって取り付けられている。
広島港寄りの軌道には渡り線がある。毎年7月に広島港で開催される「広島みなと夢花火大会」の際には当停留場で折り返しを行う臨時便があり、渡り線はこの時使用される。普段は無人の停留場であるが、花火大会の際には多数の係員が配置される。
軌道が敷かれている宇品通りは幅員が狭小であることからかつては安全地帯が設けられていない平面停留場であったが、同じく平面停留場だった宇品三丁目停留場で起きた交通事故を機に整備が進められ、1994年（平成6年）8月末に安全地帯の設置が完了している。

### 運行系統
当停留場には広島電鉄で運行されている系統のうち1号線、5号線、7号線、それに0号線が乗り入れる。
| 下りホーム | 1号線 · 5号線 · 7号線 | 広島港ゆき             |
| 上りホーム | 0号線                 | 広電本社前ゆき         |
| 上りホーム | 1号線                 | 紙屋町経由広島駅ゆき   |
| 上りホーム | 5号線                 | 比治山下経由広島駅ゆき |
| 上りホーム | 7号線                 | 横川駅ゆき             |

## 停留場周辺
西側・北側は住宅街である。東側・南側には広島港の港湾関連施設や企業の事業所・倉庫群が並ぶ。
- 広島競輪場
- 宇品体育館
- 広島信用金庫宇品支店
- ディオ宇品店
- DCMダイキ宇品店
- 広島海上ビル
- 広島市営桟橋
- 広島市南消防署水上出張所
- 広島県広島港湾振興事務所
  - 旧広島県港湾事務所（被爆建物）
- 広島港湾合同庁舎
  - 第六管区海上保安本部
    - 第六管区情報通信管理センター

  - 広島海上保安部
  - 広島検疫所
  - 海上保安協会広島地方本部
  - 神戸植物防疫所広島支所
  - 広島地方海難審判所
  - 神戸税関広島税関支署
- 中国地方整備局広島港湾・空港整備事務所
- 広島海員会館
- 宇品波止場公園
- ブルーライブ広島

## 隣の停留場
広島電鉄
■宇品線
宇品五丁目停留場 (U15) - 海岸通停留場 (U16) - 元宇品口停留場 (U17)